# Rejon Izgrew
Rejon Izgrew (bułg.: Район Изгрев) – rejon w obwodzie miejskim Sofii, w Bułgarii. Składają się na niego trzy dzielnice: Iztok (bułg. Изток), Izgrew (bułg. Изгрев) oraz Dianabad (bułg. Дианабад).

## Demografia[1]
Populacja rejonu w 2011 wynosiął 30 896.
Skład etniczny (według spisu z 2011 roku):
- Bułgarzy: 88,11%
- Turcy: 0,33%
- Romowie: 0,03%
- Inni: 1,04%
- Brak odpowiedzi: 10,46%